# 2019冠状病毒病哈萨克斯坦疫情
2019冠状病毒病哈萨克斯坦疫情，介绍在2019冠狀病毒疫情中，在哈萨克斯坦发生的情況，可能无法涵盖所有及时的事件。

## 时间线

### 2020年3月

#### 3月13日
3月13日，两位刚从德国返回阿拉木图的哈萨克斯坦公民被确诊感染了2019冠状病毒病。

### 2020年6月
2020年6月7日，哈薩克總統發言人貝里克·烏里（Berik Uali）宣布確診感染2019冠状病毒病，並表示總統府已採取額外的安全措施。
2020年6月17日，哈薩克馬日利斯（下議院）議長努爾蘭·尼格馬圖林確診感染2019冠状病毒病，且其為無症狀感染者。

## 措施
2020年1月24日，阿拉木图国际机场的员工和阿拉木图的医疗队举行了医疗演习。演习的情境是一架载有一名感染者的飞机从中国抵达了阿拉木图。同时，哈萨克斯坦国内有谣言说，阿拉木图已出现了确诊病例。哈萨克斯坦卫生部长否认了这一说法。
截至1月25日，
还有98名哈萨克斯坦留学生滞留在武汉，但没有人感染病毒。截至1月28日，至少有1,300名哈萨克斯坦公民滞留在中国，其中超过600人是游客，大多前往海南旅游。哈萨克斯坦政府已经准备好撤离该国在武汉的98位留学生，同时还计划
暂时停运哈萨克斯坦和新疆乌鲁木齐之间的火车。
3月16日8时起，哈薩克斯坦宣布全國进入紧急状态至4月15日。
5月9日起，哈薩克斯坦正式啟動該國的2019冠状病毒病疫苗研發工作，而該疫苗命名為QazCovid-in。
7月5日起，哈薩克斯坦重新实施强化隔离措施，为期14天。